# Jiří Miker
Jiří Miker (*1. duben 1998, Brno , Česko) je český fotbalový útočník romského původu, aktuálně působící v týmu rakouského SC St. Martin, od roku 2023. Do aktuálního týmu přestoupil z týmu Sokol Hostouň, který ho označil jako jednoho z největších mládežnických talentů.

## Klubová Kariéra
V minulosti byl označován za velký talent českého fotbalu a usiloval o zapojení do FC Chelsea, později se ale vážně zranil při tréninku.

### FC Hradec Králové
Do FC Hradec Králové se dostal z mládežnických klubů. Nejprve začínal v B-týmu a později si zapsal starty i v A-týmu. 

### MFK Vítkovice
Za tým MFK Vítkovice hrál v druhé polovině sezóny 2018/2019, kde hostoval z týmu FC Hradec Králové.

### FK Pardubice
Na začátku sezóny 2018/2019 byl poslán na hostování do týmu FK Pardubice.

### BSV Rehden
Za tým BSV Schwarz-Weiß Rehden hrál v sezóně 2021/2022, kam přestoupil jako volný hráč.

### Sokol Hostouň
V polovině sezóny 2021/2022 přestoupil zpět do České republiky, do týmu Sokol Hostouň jako volný hráč.

### SC St. Martin
Jeho aktuální působiště je v Rakousku v týmu SC St. Martin.